# Pelidnota cerdai
Pelidnota cerdai är en skalbaggsart som beskrevs av Soula 2006. Pelidnota cerdai ingår i släktet Pelidnota och familjen Rutelidae. Inga underarter finns listade i Catalogue of Life.